# Firefly Aerospace
Firefly Aerospace è un'azienda statunitense con sede a Cedar Park in Texas che sviluppa vettori spaziali per voli spaziali orbitali commerciali fondata a marzo 2017 da Max Polyakov e Tom Markusic.

## Vettore spaziale
Il primo veicolo in progetto è stato: Firefly Alpha con una capacità di trasporto fino a 1030 kg nella bassa orbita terrestre e di 630 kg nell'orbita eliosincrona. 
Il suo primo parziale successo l'ha ottenuto il primo ottobre 2022 dopo un primo insuccesso il 3 settembre 2021.
Il primo successo è stato ottenuto  il 15 settembre 2023.

## Motori
- Reaver
- Lightning
- Miranda
- Miranda Vacuum

## Lander
Il 9 giugno 2019 l'azienda annuncia il suo primo lander lunare: Genesis l, costruito in collaborazione con Israel Aerospace Industries. Il progetto non è più attivo in quanto non rispettava più le specifiche di NASA.
In seguito l'azienda ha progettato il lander Blue Ghost, nome dedicato alla lucciola Phausis reticulata, selezionato nel 2021 dalla NASA nell'ambito del progetto CLPS.. Il primo lancio di Blue Ghost è stato effettuato il 15 gennaio 2025.. 
L'allunaggio è avvenuto con successo il 2 marzo 2025.

## Veicoli spaziali
- Elytra - Velivolo spaziale elettrico riusabile